# Пекелис, Михаил Самойлович
Михаи́л Само́йлович Пеке́лис (29 июля (10 августа) 1899, Киев — 20 марта 1979, Москва) — советский музыковед, профессор Московской консерватории.

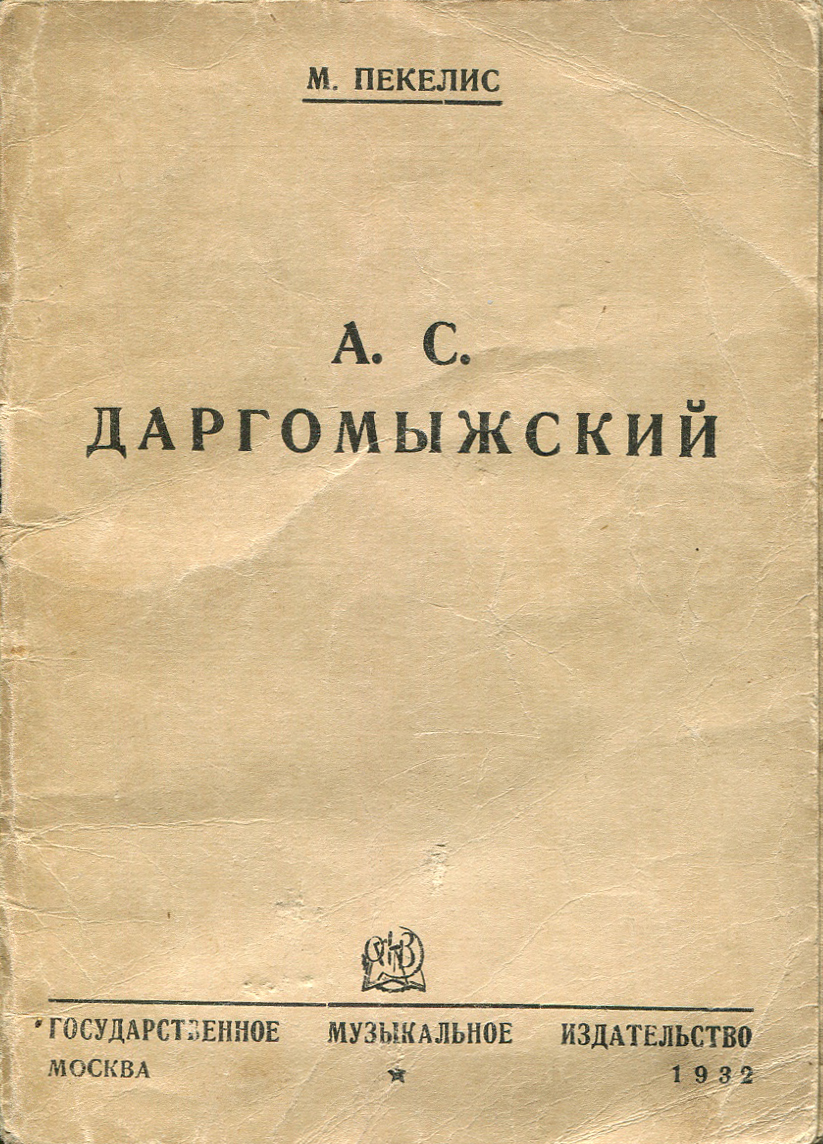
М.Пекелис. А.С.Даргомыжский. Издание 1932 года.

В 1922 окончил Киевскую консерваторию, два года спустя был принят в штат Московской консерватории, где получил звание профессора в 1930. Заведовал кафедрой истории русской музыки (1934—1935), кафедрой истории музыки народов СССР (до 1941). В годы антисемитской кампании был отстранён от работы, затем преподавал в Свердловске, Киеве, Горьком. В 1955 вернулся в Москву, где возглавил факультет истории музыки ГМПИ имени Гнесиных.
Основой научных интересов Пекелиса была русская музыка. Огромен его вклад в исследование творчества А. С. Даргомыжского: трёхтомник «Даргомыжский и его окружение», «Даргомыжский и народная песня: к проблеме народности в русской классической музыке», статьи «Даргомыжский и Щепкин», «Автобиография Даргомыжского» и др. В 1947—1967 благодаря усилиям Пекелиса было издано Полное собрание сочинений композитора.
Перу Пекелиса также принадлежат статьи о жизни и музыке Глинки, Мусоргского, Бородина, М. Гнесина, опубликованные в журнале «Музыкальное наследство». Под его редакцией были изданы письма Даргомыжского и Мусоргского, а также монументальный труд «История русской музыки» (1940).

## Источник
- Музыкальная энциклопедия. Гл. ред. Ю. В. Келдыш. Том 4. Окунев — Симович. 976 с ил. М.: Советская энциклопедия, 1978